# Джон Роскеллі
Джон Роскеллі (англ. John Roskelley; 1 грудня 1948, Спокан, Вашингтон, США) — альпініст, почесний член Американського альпклубу (2018), письменник, політик. Володар найпрестижнішої нагороди у світовому альпінізмі «Золотий льодоруб» (2014) у номінації «За досягнення всього життя» (англ. Lifetime Achievement Award).
Здійснив безліч сходжень (зокрема перших) у Північній Америці, Гімалаях і Каракорумі, з них на три восьмитисячники (включно з Еверестом, все без використання кисню). Його сходження в альпійському стилі Західним ребром (2-е проходження) на Макалу 1980 року Американський альпклуб включив до десятки найвидатніших сходжень XX століття.
Лауреат премії Роберта та Міріам Андергіллів (англ. Robert and Miriam Underhill Award), що надається Американським альпклубом за видатні досягнення в альпінізмі (1983). Включений до Зали слави альпінізму (англ. Hall of Mountaineering Excellence) (2016).

## Біографія
Народився у 1948 році в місті Спокан (штат Вашингтон). Ще підлітком, навчаючись у школі, спробував свої сили у реслінгу. За його словами: «це тривало недовго». У 1965 році записався в місцеву школу альпійської підготовки (Spokane Mountaineers basic climbing course) і вже за кілька місяців піднявся на Рейнір, Шуксан і Морен. Джон швидко прогресував як скелелаз, і до 1972 року багато пройдених ним маршрутів від Йосеміті до Скелястих гір стали знані в скелелазному «світі». Влітку 1974 року серед учасників американських зборів на Памірі став свідком трагічних подій на Піку Абу Алі ібн Сіни — загибелі команди Ельвіри Шатаєвої (в американців трохи раніше загинув внаслідок сходу лавини Гаррі Улін). Американський погляд на події того літа виклав у своїй книзі Роберт Крейг (англ. Robert W. Craig) «Storm and Sorrow in the High Pamirs» (укр. Шторм і сум на Памірі) (керівником зборів був Піт Шенінг (першим піднявся на Хідден-пік), Крейг його заступником — обидва учасники американської експедиції на K2).

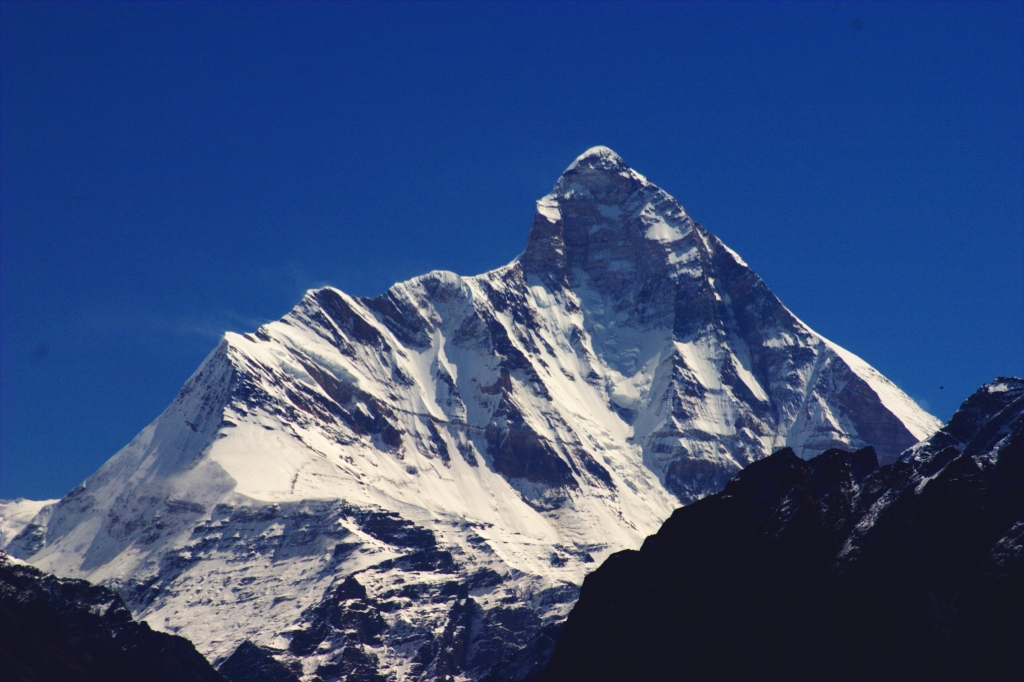
Нанда-Деві

Через вісім років після початку занять альпінізмом Роскеллі піднявся на свій перший восьмитисячник у кар'єрі — вершину Дхаулагірі, 12 травня 1973 разом з Луїсом Рейчардом і шерпою Навангом Самденом (Nawang Samden), по Північно-східному гребеню маршруту першопроходців і перше американське на вершину).
Першим з найвідоміших його досягнень стало сходження 1976 року на вершину Нанда-Деві (7816 м) за новим маршрутом північно-західною стіною (сьоме сходження на вершину). Ця індо-американська експедиція була присвячена 40-річчю з дня першого сходження, організована Американським альпклубом спільно з Indian Mountaineering Foundation і спонсорувалася Lowe Alpine. Очолювали її Адамс Картер (учасник першої успішної експедиції на гору) і Віллі Ансольд, а до альпіністського складу учасників увійшли дочка Ансольда Нанда Деві, Луїс Рейчард, Джеймс Стейтс, Джон Еванс, Ендрю Гарвард, Елліот Фішер, Пітер Лев і Марті Хої, а також індійці — капітан Кіран Кумар (Kiran Kumar) і Нірмал Сінг (Nirmal Singh). Попри труднощі об'єктивного та суб'єктивного характеру, з якими зіткнулися учасники експедиції, через місяць облоги, 1 вересня, через 40 років і три дні після першого сходження на вершину піднялися Роскеллі, Рейчардт і Стейтс. Однак закінчення експедиції виявилося трагічним. 6 вересня на руках у свого батька у IV висотному таборі (7300 м) померла з достеменно невідомих причин Нанда Деві Ансольд. Її тіло поховали на горі, чиє ім'я вона отримала. Спогади Роскеллі про експедицію вийшли друком у 1988 році «Nanda Devi: the tragic expedition» (укр. Трагічна експедиція на Нанда-Деві).
Роком пізніше у складі невеликої кількості учасників американської експедиції у Каракорум (керівник Деніс Геннек (англ. Dennis Hennek)) Роскеллі здійснив першосходження на головну вершину масиву Транго (6286 м) (21 липня 1977 року разом з Галеном Роуеллом, Геннеком, Кімом Шмітцем (англ. Kim Schmitz) і Джеймсом Моррісі (англ. James Morrissey), а ще за рік 7 вересня Джон піднявся на вершину К2 — другий за висотою восьмитисячник світу (з Ріком Ріджвеєм). Ця американська експедиція під керівництвом Джима Віттакера — першого американця, що піднявся на Еверест, ознаменувала закінчення багаторічної саги підкорення американцями К2, що почалася у 1938 році з експедиції Чарльза Г'юстона. Американський маршрут на вершину фактично повторював незавершений польський варіант північно-східним гребенем 1976 року. Першими з американців на вершину Чогорі піднялися 6 вересня Лу Рейчардт і Джим Віквайр. У 1979 році практично у тому ж складі, що і в експедиції на Транго (за винятком Роуелла, керівник Вільям Рід), американці з успіхом штурмували одну з найважче технічно складних гімалайських вершин Гауришанкар (7134 м). Оскільки гора має релігійне значення, до складу учасників були включені непальці, тому офіційно експедиція іменувалася Непальсько-американською (The Nepalese-American Gaurishankar Expedition). Другим керівником експедиції став Петемба (англ. Pertemba) — шерпа, з яким у 1975 році Пітер Бордман піднявся на Еверест Південно-Західною стіною, і який підібрав сильний склад місцевих висотників. 6 квітня експедиція прибула у базовий табір і почала обробку запланованого маршруту на вершину льодовим ребром Західною стіною, дивлячись на який досвідчений Петемба сказав: «Побачити Гауришанкар і померти». А втім, через місяць, 8 травня о 15:15 за місцевим часом Джон Роскеллі та шерпа Додже піднялися на головну (Північну) вершину гори — «останню найбільшу гімалайську вершину Непалу». За шість місяців 9 листопада на Південну вершину Гауришанкар піднялися учасники британської експедиції Пітера Бордмана. У 2005 році Роскеллі зробив ще одну спробу піднятися на Гауришанкар (з боку Тибету та зі своїм сином), але вона не увінчалася успіхом. Влітку того ж року на чолі невеликої команди — Рона Кока, Білла Форреста та Кіма Шмітца, Роскеллі зробив першосходження на ще одну зі скельних веж масиву Транго Улі-Б'яхо. Маршрут проклали східною стіною. Сходження зайняло 12 днів — з 24 червня до 5 липня. Складність маршруту VII, F8, A4.
Наступного року, як писав пізніше Роскеллі, «ми вирішили вийти на один рівень із горою, а не принизити гору до нашого рівня зусиллями великої команди альпіністів і шерпів». Група Роскеллі з чотирьох альпіністів — Кріса Копчинського (англ. Chris Kopczynski), Джима Стейта та Кіма Момба (англ. Kim Momb) (усі зі Спокана) зробила успішну спробу сходження в альпійському стилі на Макалу (8485 м) за екстремально складним французьким маршрутом 1971 року (Західним ребром, керівник Робер Параго). 45 днів з моменту встановлення базового табору (1 квітня) пішло в американської четвірки на обробку маршруту (французи штурмували його силами 11 альпіністів і 18 шерпів з 19 березня до 23 травня). 15 травня о 2 годині ночі Роскеллі, Копчинський і Стейт зі штурмового табору V (~ 7650 м) вийшли на штурм вершини (Момб зійшов раніше через проблеми з ногами). Приблизно до першої години дня трійка досягла висоти ~8200 м, де зіткнулася зі складнощами на передверховій ділянці. Ще 100 метрів підйому простішим, але значно трудомісткішим і лавинонебезпечнішим сніговим схилом залишили без сил Копчинського, а Стейт відчував серйозні проблеми з впливом висоти. За словами Копчинського «він був наче п'яний. Він мав прагнення йти далі, але він був хворий». Знаходячись лише приблизно за 150 метрів від вершини, Копчинський і Стейт повернули вниз — за словами першого «Це було найважчим рішенням у моєму житті. Вершина була за 150 метрів від мене. Я мав спустити Джима вниз. І я хотів, щоб Джо піднявся. Ми плакали, як діти, дивлячись, як він продовжував лізти вгору». Роскеллі, залишившись один, чергуючи підйом складними скелями та гребеню, о 15:30 вийшов на вершину. За словами Дена Мазура «його сходження Західним ребром стало перлиною його кар'єри…». Приблизно о 22:30 Роскеллі щасливо спустився до табору IV до своїх партнерів зі сходження, а ще за чотири дні вони всі спустилися до базового табору. Це командне досягнення стало революційним в історії підкорення гімалайських гігантів, а через роки Американський альпклуб включив його в десятку найвидатніших сходжень XX століття.

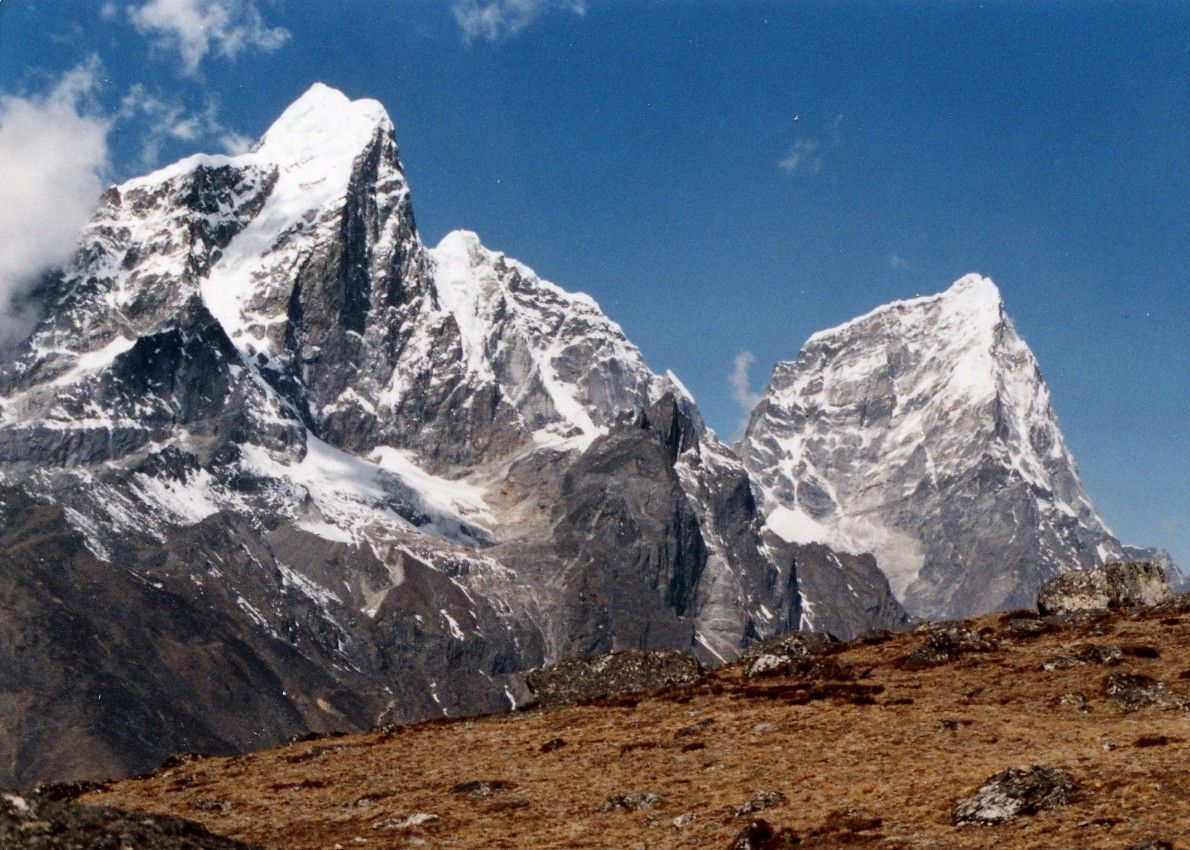
Табоче (ліворуч) та Чолацзе

У 1981 році американці вперше штурмували Еверест східною стіною — для Роскеллі ця експедиція стала першою з його п'яти спроб піднятися на вершину світу (наступні були у 1983, 1984 і 1993 роках). 22 квітня 1982 року він разом з Верном Клевенджером, Галеном Роуеллом і Біллом О'Коннором (англ. Bill O’Connor) здійснив першосходження на Чолацзе (6440 м) — вершину в районі Кхумбу, а у 1989 році пройшов взимку новий маршрут Східною стіною на сусідню Табоче (6495 м, 15 лютого з Джеффом Лоу). У 1985 та 1989 роках Джон двічі брав участь в експедиціях на Канченджанґу, а у 1990 році на Мелунгцзе, після чого динаміка його висотних сходжень стала стихати.
У 1992 році він піднявся на Мак-Кінлі, у 1995 році на Західну вершину Монте-Сармьєнто (Вогняна земля) (разом з Тімом Макартні-Снейпом і Стівеном Вінеблсом — друге сходження, за новим маршрутом південно-східною стіною), а у 2003 році у віці 54 років з п'ятої спроби на Еверест — разом зі своїм сином Джессом, який став наймолодшим американцем, що піднявся на Третій полюс Землі.
У 1990 роках Роскеллі почав займатися політичною діяльністю. Демократ. З 1995 до 2004 рік служив комісаром Спокана. Займався питаннями захисту довкілля. Після відставки до 2010 року служив у Washington Growth Management Hearings Board. У 2012 році спробував знову обратися на посаду комісара Спакана, але вибори програв.

## Сім'я
У 1972 році Джон одружився з Джойс Бейкс (англ. Joyce Bakes). Він взяв за дочку п'ятирічну дитину дружини Доун (Dawn), у 1982 році у подружжя Роскеллі народився син Джесс, а у 1989 році дочка Джордан.

## Виноски
1. ↑  Вищу освіту Роскеллі здобув в Університеті штату Вашингтон за спеціальністю в галузі геології.
2. ↑  керівник Річард Блам (Richard Blum), учні Луїс Рейчардт, Девід Брішерс, Гері Бокард, Курт Дімбергер, Ендрю Гарвард, сер Едмунд Гілларі, Джордж Лоу[en], Кім Момб, Джеймс Моррісі й інші.
3. ↑  Еверест Західнім гребенем (American Everest West Expedition), керівник Роберт Крейг. Учасники Гален Роуелл, Кім Момб, Кім Шмітц й інші. 3 травня Роскеллі та Момб досягли максимальної висоти 7800 метрів.
4. ↑  Експедиція Луї Віттакера[en] на Еверест Північною стіною[en] (вершини досяг 20 жовтня Філіп Іршлер ({ {lang-en|Philip Ershler}}) через Північне сідло та кулуар Нортона Учасники експедиції: Джим Віквайр, Девід Мар, Джордж Данн, Джон Смолич, Грег Вілсон, Піт Віттакер, Едвард Гіксон і Стів Мартс.
5. ↑  З Джимом Віквайєром, за класикою восени; вдалося досягти Північного сідла.